# Gouvernement Giolitti II
Royaume d'Italie
Zanardelli Tittoni
Le gouvernement Giolitti II (Governo Giolitti II, en italien) est le gouvernement du royaume d'Italie entre le 3 novembre 1903 et le 12 mars 1905, durant la XXIe législature.

## Composition
Composition du gouvernement
- Gauche historique

### Président du conseil des ministres
Giovanni Giolitti